# Entrenudo
En botánica el entrenudo es la parte del tallo comprendida entre dos nudos de donde sale otra rama.
El primer entrenudo de la planta es el hipocótilo, situado entre el cuello de la planta y los cotiledones. Por encima de los cotiledones, se encuentra el segundo entrenudo, denominado epicótilo. En el epicótilo nacen las primeras hojas verdaderas de la planta; las que están en el segundo entrenudo y en todas las demás, llevan una yema axilar. La organización del sistema caulinar de las angiospermas es modular; es decir, es una agregación de unidades estructurales repetidas o módulos. La unidad estructural normal, el módulo típico, consta de un entrenudo, la hoja y la yema axilar.
Del alargamiento progresivo del tallo son responsables los meristemas primarios intercalares, localizados precisamente en los entrenudos. Cuando estos no existen, el tallo no puede progresar y se presenta entonces una disposición de las hojas en forma de roseta basal.